# モラトリアム (映画)
『モラトリアム』は、澤佳一郎監督・脚本による2016年の日本の群像劇映画。

## あらすじ
大学生の吉原は公園でピエロのパフォーマンスを見るのが日課だった。 だがピエロは突然、公園に現れなくなる。 そこに葛城という青年が現れ「ピエロになりたいんじゃない？」と問いかけられる。 なぜピエロに固執しているのか分からないまま、吉原は葛城と日々を過ごしていく。

## 登場人物
- 葛城正太郎：品田誠
- 吉原三樹：尾身美苗
- 谷直子：長通悠陽
- 橘晴子：大石知恵